# Не питај, не причај
Не питај, не причај (енгл. Don't ask, don't tell, DADT) је колоквијални израз за кадровску политику оружаних снага САД у односу на хомосексуалне и бисексуалне особе утемељену на закону изгласаном 1993. године, а која је била на снази од 21. децембра 1993. до 20. септебмра 2011. Суштина те политике је била да је припадницима оружаних снага забрањено да отворено исказују своју хомосексуалну оријентацију, и то под пријетњом отпуштања из војне службе, док је истовремено претпостављенима забрањено да испитују сексуалну оријентацију својих потчињених. У пракси то значи да су хомосексуалне особе могле да служе у америчким оружаним снагама под условом да никоме од својих колега и сабораца не саопште да су хомосексуалци. Конгрес је у децембру 2010. године усвојио закон којим се ова политика укида, а 22. јула 2011. председник САД Барак Обама, секретар одбране Леон Пенета, и начелник генералштаба Мајк Мулен потврдили су да укидање политике неће наштетити борбеном моралу. Политика је службено укинута 20. септембра 2011.
Политика је уведена крајем 1993. као компромис између тадашњег предсједника Била Клинтона, који се залагао за потпуно укидање забране служења хомосексуалаца у оружаним снагама и тадашње већине у Конгресу која је настојала да одржи дотадашње забране. Формално је уведена Клинтоновом уредбом, а након жестоке расправе у којој су на Клинтоновој страни биле ЛГБТ организације и лијево крило Демократске странке, а на страни Конгреса конзервативни политичари, вјерске групе, али и водећи официри који су тврдили да ће бити нарушен борбени морал.
У годинама које су слиједиле „Не питај, не причај“ је била предмет оштрих критика од стране лијеве и либерално оријентисане јавности, а након избијања ратова у Авганистану и Ираку корићен је и аргумент да САД не смију да се лишавају својих војника из тако „тривијалних“ разлога као што је њихова сексуална оријентација. Таквом ставу су се за вријеме предсједничке кампање 2008. године приклонили и сви демократски кандидати, укључујући и Барака Обаму који је најавио укидање политике „Не питај, не причај“ као дио свог програма. У децембру 2010. Конгрес је изгласао закон којим се „Не питај, не причај“ службено укида. Предсједник Барак Обама је закон потписао 22. децембра 2010.